# Deutsches Apotheken-Museum

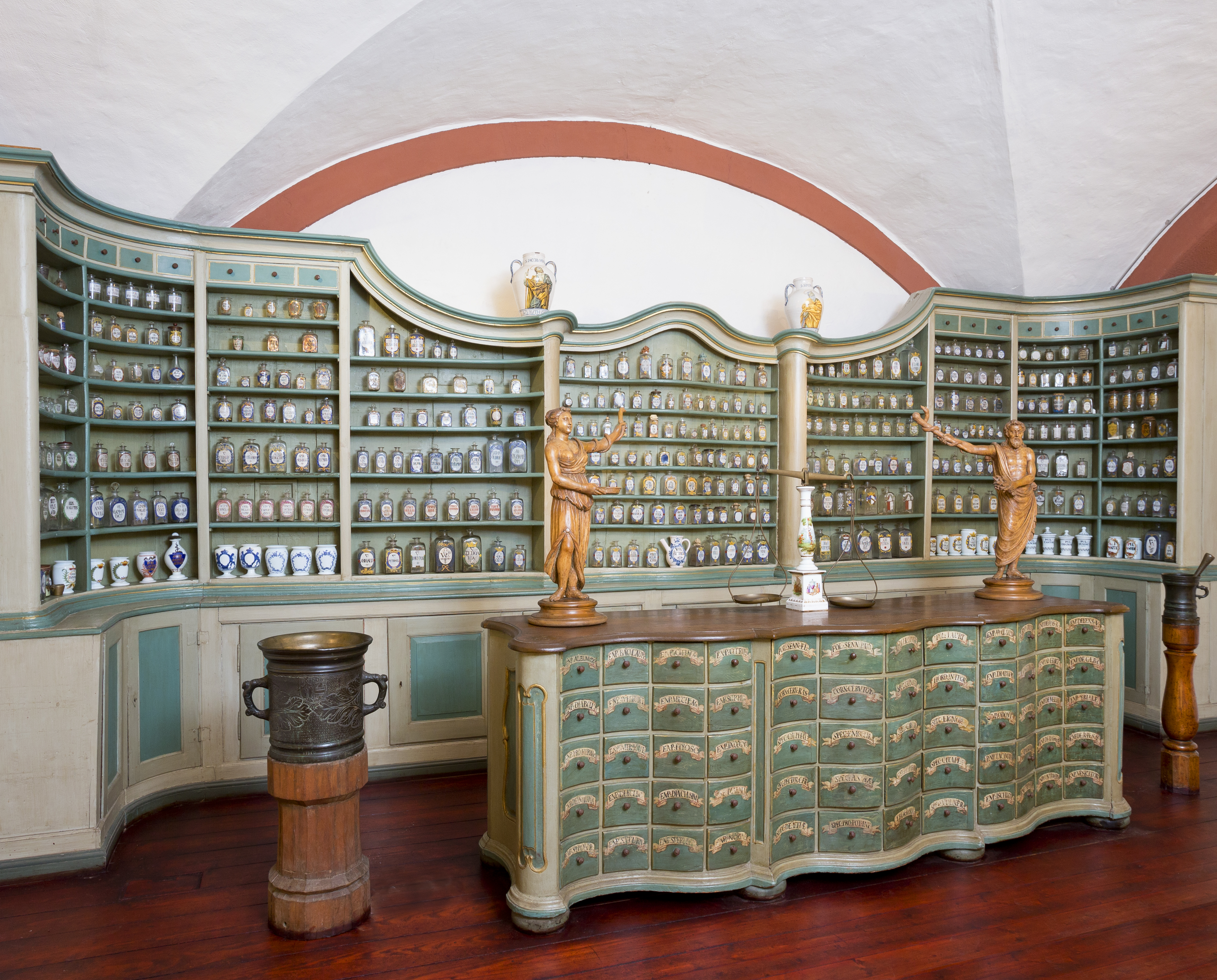
Offizin aus dem Benediktinerkloster Schwarzach/Rheinmünster, um 1730

Das Deutsche Apotheken-Museum in Heidelberg ist ein Museum zur Pharmaziegeschichte. Es besitzt umfangreiche Sammlungen, deren Exponate den gesamten deutschsprachigen Raum von der Antike bis ins 21. Jahrhundert umfassen. Es befindet sich im Heidelberger Schloss.

## Geschichte

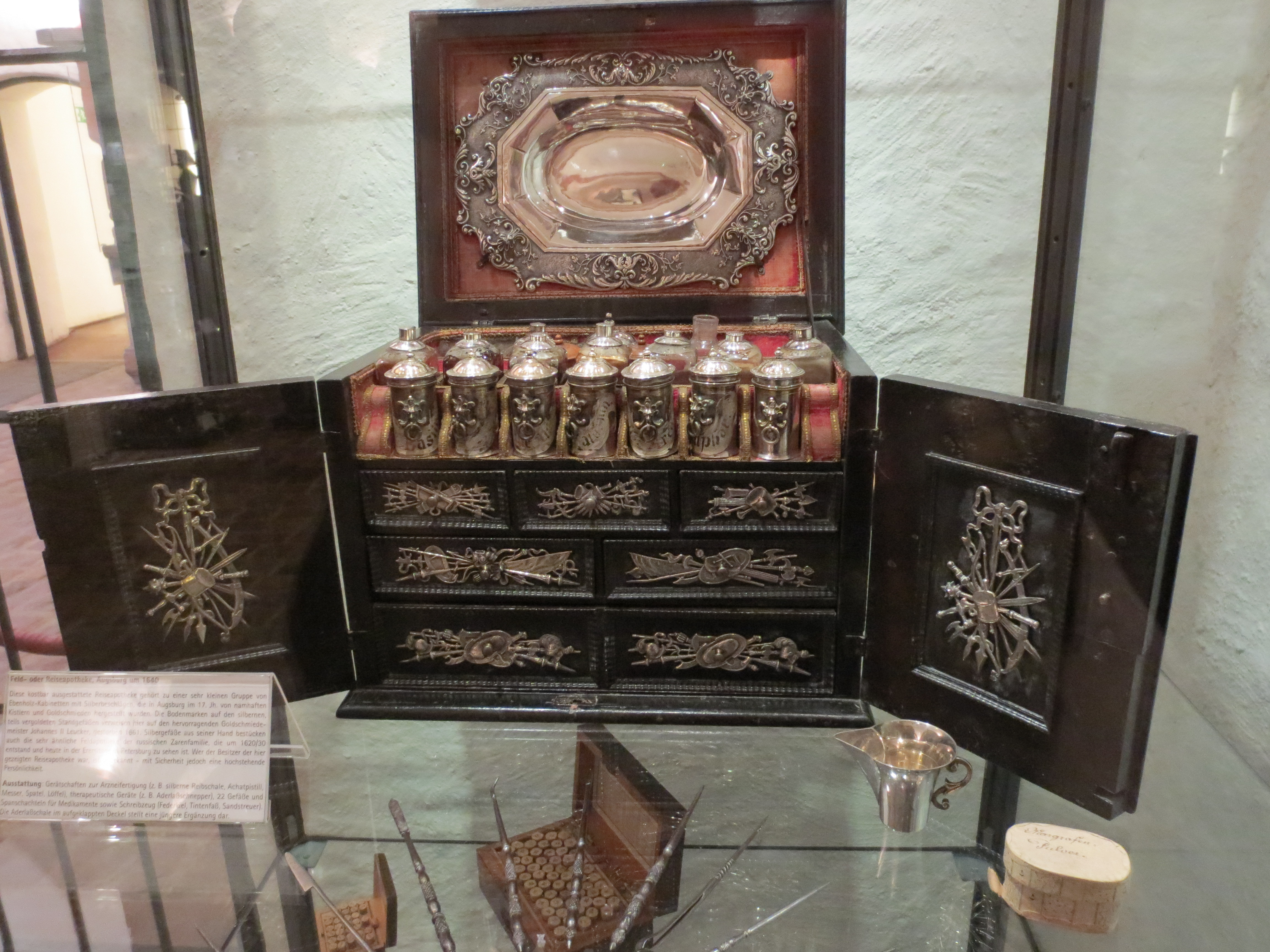
Feld- oder Reiseapotheke, Augsburg um 1640

Das Museum wurde 1937 in Form einer gemeinnützigen Stiftung gegründet. Den Grundstock der Sammlung bildete die damals größte deutsche pharmaziegeschichtliche Privatsammlung von Walter Heinrici, die auf Anordnung des Reichsapothekerführers Albert Schmierer … in das Deutsche Apothekenmuseum gelangte. Hinzu kamen Spenden von Apothekern und Privatsammlungen, darunter auch die als Geschenk übergebene Majolika-Sammlung von Betty Rath. 1938 eröffnete das Museum in München.
Während des Zweiten Weltkriegs wurde das Museumsgebäude 1943 fast völlig zerstört. Ein Großteil der Sammlung war bereits zum Schutz ausgelagert. Nach dem Krieg wurden die ausgelagerten Bestände in die Neue Residenz in Bamberg verlegt. Die Räume dort waren allerdings für eine dauerhafte Unterbringung nicht ausreichend. Eine Alternative fand man in den Räumen des Heidelberger Schlosses, wo sich die kontinuierlich vergrößernde Sammlung seit 1957 befindet. Sie verteilt sich auf elf Räume des Schlosses, den Ottheinrichsbau, den Ludwigsbau und den Apothekenturm. Unter dem Apothekenturm befindet sich ein nachgestelltes historisches Laboratorium mit vielen originalen Gerätschaften. Kurator von 1957 bis 1982 war der Apotheker Werner Luckenbach.
Die Museumsarbeit wird gefördert durch den Förderverein Deutsches Apotheken-Museum e. V. und die ABDA – Bundesvereinigung Deutscher Apothekerverbände, von der im vierjährigen Turnus der ehrenamtlich tätige Stiftungsvorstand berufen wird.

## Exponate
Die Ausstellung zeigt unter anderem sieben vollständige Apothekeneinrichtungen (Offizinen, Kräuterkammer) aus der Zeit der Renaissance, des Barock und des Biedermeier sowie eine Offizin aus den 1930er Jahren. Hinzu kommen die weltweit größte Sammlung emailbemalter Gläser des 18. Jahrhunderts sowie technischer Gläser des 17.–19. Jahrhunderts. Außerdem zeigt das Museum wertvolle Majoliken und Fayencen des 16.–18. Jahrhundert und mächtige Mörser aus dem 15.–20. Jahrhundert. Zu den Exponaten gehören darüber hinaus auch kostbare Haus- und Reiseapotheken und es werden alte Apothekensymbole von Löwen-, Einhorn-, Schwanen-Apotheken vorgestellt. Aus der Moderne sind unter anderem Porzellangefäße als Entwürfe modernen Produktdesigns aus der Nachkriegszeit zu besichtigen sowie Apothekensymbole im Stil des Bauhauses. Den Abschluss des in deutscher und englischer Sprache erläuterten Rundganges durch die Dauerausstellung bildet die Präsentation eines Laboratoriums im kuppelüberwölbten Apothekerturm des Schlosses.
Einen weiteren Sammlungsschwerpunkt bildet in der Mitte des Rundganges die Arzneimittelsammlung („Materia medica“), in der die im 17. und 18. Jahrhundert üblichen Arzneimittel aus dem Mineral-, Tier- und Pflanzenreich ausgestellt sind. Dazu gehören bekannte Stoffe, wie Gewürze oder Kakao, die ehemals in Apotheken verkauft wurden, aber auch „magische“ Mittel wie die Alraune, Bezoarsteine, Mumia und andere. Ebenso werden Meilensteine der Medikamentenentwicklung des 20. Jahrhunderts präsentiert, beispielsweise erste Penicillinpackungen.

### Sammlungsbestände

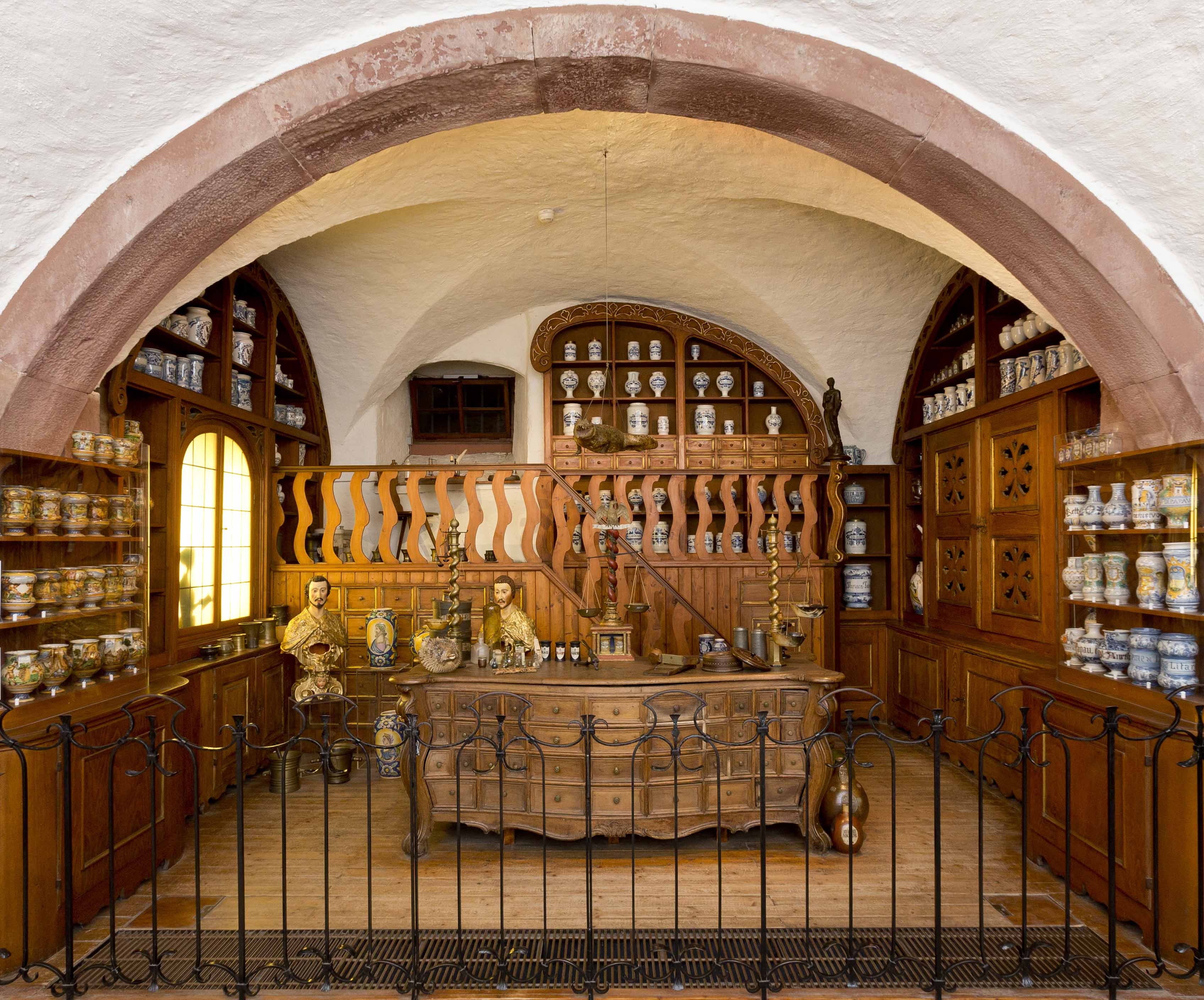
Hofapotheke Bamberg, ca. 1730/40

Das Museum befindet sich im Besitz eines umfangreichen Objektbestandes, der laufend erweitert wird und in der Dauerausstellung nur in Teilen zu sehen ist.
Eine Auswahl von Sammlungsschwerpunkten aus dem Zeitraum vom 15. bis zum 20. Jahrhundert sind Apothekenfestschriften, Apotheken-Offizinen, Apothekenwahrzeichen und Apothekenschilder, Arzneidrogen und Fertigarzneimittel. Außerdem sammelt das Museum Briefmarken, Graphiken, Handschriften und Archivmaterial wie Akten, Urkunden etc., darunter Apothekenprivilegien, Lehrbriefe, Apothekenordnungen und Manuskripte berühmter Apotheker, Pharmakopöen, Arzneitaxen (Gebührenverordnungen für Arzneimittel, die regional stark unterschiedlich waren), Kräuter- und Arzneibücher. Zudem werden Haus- und Reiseapotheken, Mörser und Reibschalen, Rezepturgeräte und Laborausstattungen, Stand-, Aufbewahrungs- und Abgabegefäße, Technische Gläser sowie Waagen und Gewichte gesammelt. Weitere Schwerpunkte der Sammlung liegen in der Industrialisierung, im Bereich von Medaillen und in der Militärpharmazie.

## Apotheken-Garten

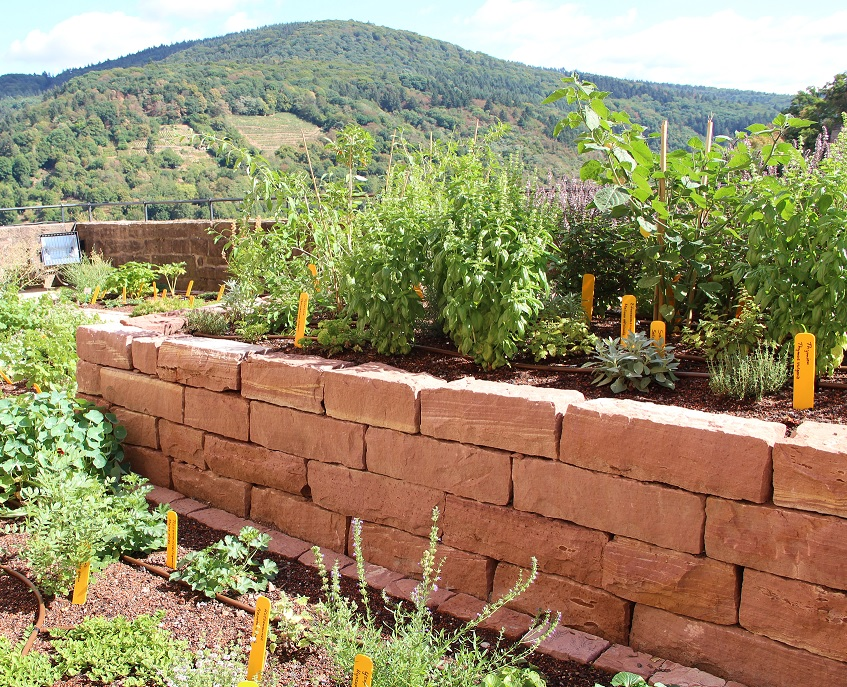
Apothekengarten am Heidelberger Schloss

Das Deutsche Apotheken-Museum betreibt einen Apothekengarten, dessen Bepflanzung sich nach historischen Pflanzenbüchern richtet, im Besonderen nach einem Katalog des kurfürstlichen Hofapothekers Philipp Stefan Sprenger (um 1536 bis vor 1608). Der Garten liegt in einem nicht öffentlich zugänglichen Teil der Schlossanlage und kann nur per Führung besichtigt werden.